# Carlo Grante
Carlo Grante (L'Aquila, 1960) è un pianista italiano.
Si è diplomato in pianoforte con Sergio Perticaroli al Conservatorio Santa Cecilia di Roma, città in cui ha studiato composizione con Claudio Perugini, quindi in USA con Ivan Davis, laureandosi all'Università di Miami e proseguendo con Rudolf Firkusny alla Juilliard School di New York; in seguito si è trasferito a Londra, dove ha studiato intensivamente con Alice Kezeradze-Pogorelich.È prontamente considerato un importante artista solista di concerti a livello internazionale.

## Discografia
- Ferruccio Busoni: Works for Piano and Orchestra, Orchestra dei Pomeriggi musicali di Milano, Music & Arts CD-1047
- Piano Works by Ferruccio Busoni, Bloch, Finnissy & Flynn, Music & Arts CD-1247
- Busoni, Troncon - P. Troncon: 6 Preludes and Fugues F. Busoni: Prélude et Etude; Fantasia nach Bach; Vivace e Leggero; Perpetuum mobile, Music & Arts CD-1157
- Busoni, Vlad - Busoni: Fantasia Contrappuntistica, Roman Vlad: Opus Triplex, Music & Arts CD-1186-1
- Muzio Clementi - The Sonatas for Solo Piano, Vol. 1, Altarus
- Leopold Godowski Edition, Vol.1 - Passacaglia; 12 Schubert Song Transcriptions, Music & Arts CD-984
- Godowsky Edition, Vol.2 - Bach Violin Sonatas Transcriptions, Music & Arts CD-1039
- Godowsky Edition, Vol.3 - Bach Cello Suites Transcriptions, Music & Arts CD-1046
- Godowsky Edition, Vol.4 - Studies on Chopin's Etudes, Music & Arts CD-1093
- Godowsky Edition, Vol.5 - Transcriptions from Weber, Schumann, Chopin, Music & Arts CD-1189
- Godowsky Edition, Vol.6 - "Renaissance" Transcriptions, Music & Arts CD-1215
- Godowsky Edition, Vol.7 - Transcriptions and Paraphrases, Albeniz to Richard Strauss, Music & Arts CD-1259
- Godowsky Studies on Chopin's Etudes Vol. 1, Studien über die Etüden von Chopin Nos. 1-20, Altarus Air CD 9092
- Godowsky Studies on Chopin's Etudes Vol. 2, Studien über die Etüden von Chopin Nos. 21-43, Altarus Air CD 9093
- Godowsky Studies on Chopin's Etudes Vol. 3, Studien über die Etüden von Chopin Nos. 44-48, Passacaglia, 4 Chopin Waltz transcriptions, Altarus Air CD 9094
- Giovanni Benedetto Platti -
  - Platti - Sonatas Vol. 1, Sonatas 1-4, Dante PSG9647
  - Platti - Sonatas Vol. 2, Sonatas 5-8, Dante PSG9648
  - Platti - Sonatas Vol. 3, Sonatas 9-13, Dante PSG9651
- Liszt, Busoni, Sorabji - Liszt: Norma Fantasy, Don Juan Fantasy, Busoni: Sonatina super Carmen, Sorabji: Carmen Pastiche, Altarus Air CD
- Franz Liszt - Via Crucis, Harmonies poétiques et religieuses
- Carlo Grante Live in New York - Liszt: Mazeppa, Sonata, Bach-Busoni: Chaconne
- Wolfgang Amadeus Mozart - Concerto K. 449 - Concerto K. 488 - Concerto K. 365 (Orchestra dell'Accademia di Santa Cecilia, Rome; B. Sieberer, cond.; Barbara Panzarella, piano II in K. 365), Music & Arts CD-1222
- Poulenc; Saint-Saëns; Elliot - Music for Woodwinds and Piano, Altarus Air CD 9032
- Sergei Rachmaninoff - Preludes Op. 32, Corelli Variations, Isle of the Dead (transcr. G. Kirkor) Music & Arts CD-1128
- Domenico Scarlatti, Vol. 1 (6 CDs, 90 Sonatas), 30 Essercizi, Parma book I: Sonatas 1-30, Parma book II: Sonatas 1-30, Music & Arts CD-1236
- Domenico Scarlatti, Vol. 2 (6 CDs, 90 Sonatas) 30 Essercizi, Parma book III: Sonatas 1-30, Parma book IV: Sonatas 1-30, Parma book V: Sonatas 1-30, Music & Arts CD-1242
- Franz Schmidt Concertante Variations for piano (left hand) and orchestra, Concerto in E-flat major German Radio Orchestra, MDR Leipzig, Fabio Luisi, cond. Querstand VKJK 0611
- Robert Schumann - Complete piano sonatas: Sonata, Op. 11, Sonata, Op. 14, Sonata, Op. 22 Music & Arts CD-1120
- Roman Vlad - Major piano works Cantata No. 3, "Le ciel est vide" Santa Cecilia Academy Chorus and Orchestra, Giuseppe Sinopoli, cond. Music & Arts CD-1217